# Acacia modesta
Acacia modesta é uma espécie de leguminosa do gênero Acacia, pertencente à família Fabaceae.